# Hocquigny
Hocquigny là một xã thuộc tỉnh Manche trong vùng Normandie tây bắc nước Pháp. Xã này nằm ở khu vực có độ cao trung bình 126 mét trên mực nước biển.
Theo điều tra dân số ănm 1999 có dân số 177 người.